# عقاب الأفعى المدغشقري
عقاب الأفعى المدغشقري (الاسم العلمي: Eutriorchis astur)، هو نوع من الطيور الجارحة يتبع فصيلة البازية. يوضع في جنس Eutriorchis أحادي الأصنوفة. إنهُ يستوطن مدغشقر. موئله الطبيعي هي غابات الأراضي المنخفضة شبه الاستوائية أو الاستوائية. إنهُ مهدد بخسارة موئله.